# Pierre Blanchar
Pierre Blanchar (* 30. Juni 1892 in Philippeville, Algerien; † 21. November 1963 in Suresnes, Frankreich) war ein französischer Schauspieler und Filmregisseur.

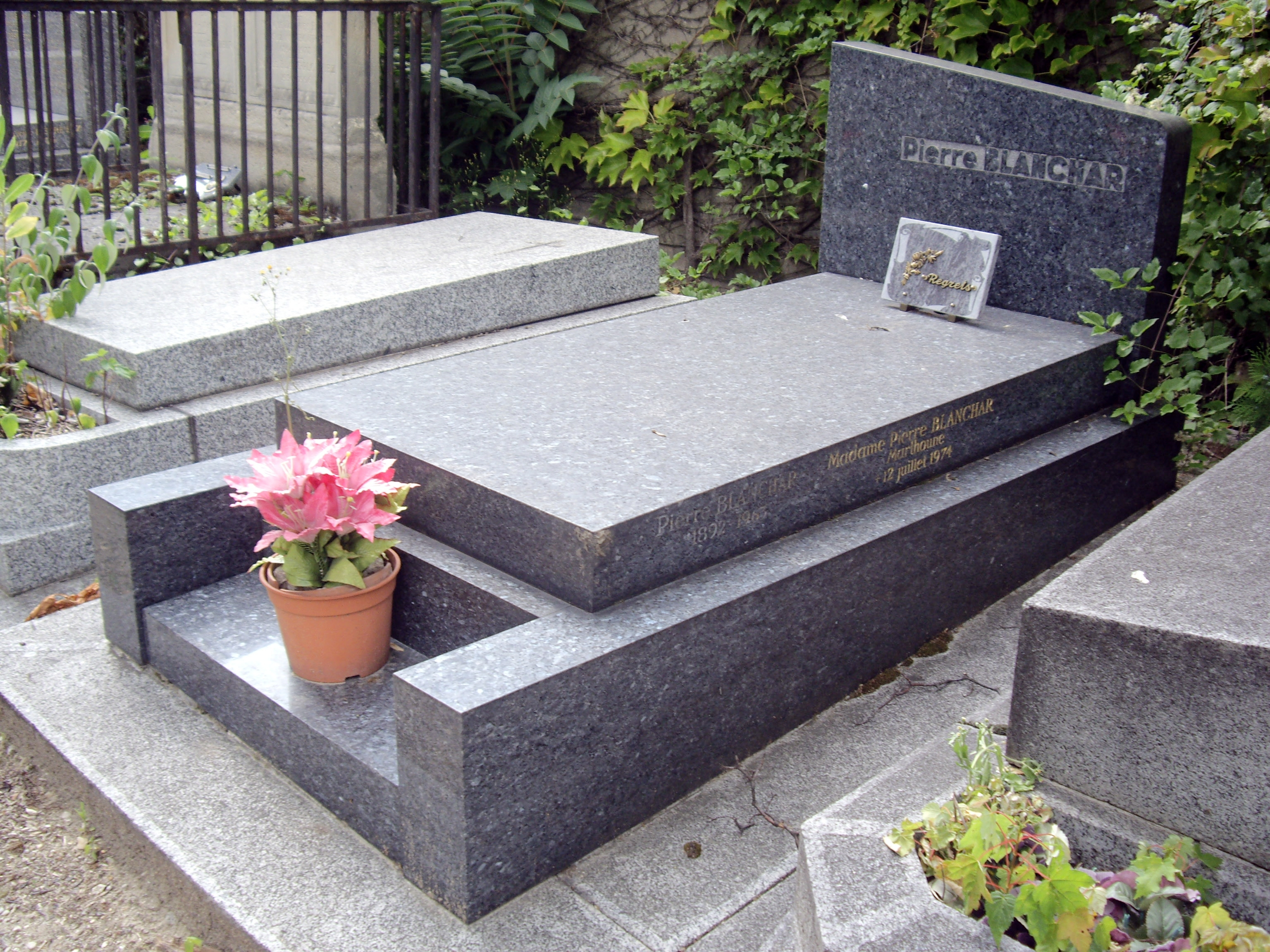
Das Grab von Pierre Blanchar auf dem Friedhof Cimetière de Charonne in Paris

## Leben
Pierre Blanchar studierte Schauspielerei am Pariser Konservatorium und schloss sich 1919 dem Ensemble des Odéon-Theaters an. Seit 1920 stand er auch vor der Kamera. Bekannt wurde er 1926 durch den Film Der Schachspieler von Regisseur Raymond Bernard.
Anfangs Charmeur und Herzensbrecher, verkörperte er in den 1930er-Jahren häufig zerrissene und komplizierte Persönlichkeiten, darunter einen Agenten in Spione von Saloniki und einen Abtreibungsarzt in Spiel der Erinnerung.
1939 wurde Blanchar an die Comédie-Française berufen. 1942 war er Hauptdarsteller in dem Historienfilm Der Oberst des Kaisers, und im Jahr darauf führte er auch Filmregie.
Er galt als wichtiger Organisator des Widerstandes gegen die deutsche Besatzung und sprach nach der Befreiung von Paris den Kommentar zu dem Dokumentarfilm La libération de Paris. Nach Kriegsende widmete er sich wieder verstärkt dem Theater.
Blanchar starb nach einer Gehirntumor-Operation. Seine Tochter war die Schauspielerin Dominique Blanchar (1927–2018).

## Filmografie (Auswahl)
- 1927: Der Schachspieler (Le joueur d'échecs)
- 1929: Der Sieg des Kapitäns Fracasse (Le capitaine Fracasse)
- 1929: Diane
- 1932: Die hölzernen Kreuze (Les croix de bois)
- 1933: Der seltsame Alte (Cette vieille canaille)
- 1935: Schuld und Sühne (Crime et châtiment)
- 1935: Wolgaschiffer (Les bateliers de la Volga)
- 1937: Der Schuldige bin ich (Le coupable)
- 1937: Mademoiselle Docteur (Mademoiselle Docteur)
- 1937: Spiel der Erinnerung (Un carnet de bal)
- 1937: Der merkwürdige Herr Victor (L'étrange Monsieur Victor)
- 1937: Mattia Pascal
- 1939: Irrlichter der Grenze (L'empreinte du Dieu)
- 1939: Dezembernacht (Nuit de décembre)
- 1942: Der Oberst des Kaisers (Pontcarral, colonel de l’empire)
- 1943: Ihre einzige Liebe (Un seul amour, auch Regie)
- 1944: Ritter der Nacht (Le bossu)
- 1949: Docteur Laennec
- 1954: Und es ward Licht (La symphonie pastorale)
- 1959: Katja, die ungekrönte Kaiserin (Katia)
- 1961: Das schwarze Monokel (Le monocle noir)